# 伊礼忠彦
伊礼 忠彦（いれい ただひこ、1970年8月20日 - ）は、沖縄県石垣市出身の元プロ野球選手（外野手）。

## 来歴
石垣島出身。沖縄水産高校では第69回選手権、第70回選手権と2度夏の甲子園に出場。70回大会ではホームランを2本打っている。高校の1学年上には、後にプロでも同僚となった上原晃がいた。卒業後は九州共立大学に進学し、日米大学野球選手権大会に日本代表として出場。リーグ戦首位打者1回、打点王2回、盗塁王1回、ベストナイン3回。
1992年ドラフト会議で中日ドラゴンズに5位で入団。
1994年に対読売ジャイアンツ戦で一軍初出場し、レフト前へのプロ初安打も記録した（その際、守っていた吉村禎章の弱肩を見越して二塁を狙ったが、タッチアウトとなってしまった）。
1995年の春のキャンプで階段から転落して故障し、同年は一軍の試合に出場することなく引退した。
引退後は沖永良部島でライブハウスを経営する傍ら、地元沖縄県の小中学生への野球教室へ参加している。

## 詳細情報

### 年度別打撃成績
| 年 度     | 球 団     | 試 合 | 打 席 | 打 数 | 得 点 | 安 打 | 二 塁 打 | 三 塁 打 | 本 塁 打 | 塁 打 | 打 点 | 盗 塁 | 盗 塁 死 | 犠 打 | 犠 飛 | 四 球 | 敬 遠 | 死 球 | 三 振 | 併 殺 打 | 打 率 | 出 塁 率 | 長 打 率 | O P S |
| --------- | --------- | ----- | ----- | ----- | ----- | ----- | -------- | -------- | -------- | ----- | ----- | ----- | -------- | ----- | ----- | ----- | ----- | ----- | ----- | -------- | ----- | -------- | -------- | ----- |
| 1994      | 中日      | 6     | 3     | 3     | 1     | 1     | 0        | 0        | 0        | 1     | 0     | 0     | 0        | 0     | 0     | 0     | 0     | 0     | 1     | 0        | .333  | .333     | .333     | .667  |
| 通算：1年 | 通算：1年 | 6     | 3     | 3     | 1     | 1     | 0        | 0        | 0        | 1     | 0     | 0     | 0        | 0     | 0     | 0     | 0     | 0     | 1     | 0        | .333  | .333     | .333     | .667  |

### 記録
- 初出場：1994年6月11日、対読売ジャイアンツ10回戦（ナゴヤ球場）、7回裏に鹿島忠の代打として出場
- 初打席・初安打：同上、7回裏に斎藤雅樹から

### 背番号
- 36 （1993年 - 1995年）